# 幽公 (鄭)
幽公（ゆうこう、生年不詳 - 紀元前423年）は、春秋時代の鄭の君主。姓は姫、名は已。

## 生涯
鄭の共公の子として生まれた。紀元前424年、共公が死去すると、幽公が鄭公として即位した。紀元前423年、晋の韓啓章が鄭を攻撃し、幽公を殺害した。弟の繻公が鄭公として擁立された。